# 正则形式的博弈
在博弈论中，正则形式（Normal-form game）是描述博弈的一种方式。与延展形式不同，正则形式不用图形来描述博弈，而是用矩阵来陈述博弈。与延展形式的表述方式相比，这种方式在识别出严格优势策略和纳什均衡上更有用，但会丢失某些信息。博弈的正则形式的表述方式包括如下部分：每个参与者所有显然的和可能的策略，以及和与其相对应的收益。
在非完美信息的完全静态博弈中，正则形式的表述方式详细地说明了参与者策略空间和收益函数。策略空间是某个参与者的所有可能策略的集合。策略是参与者在博弈的每个阶段——不管在博弈中这个阶段实际上是否会出现——将要采取的行动的完整计划。每个参与者的收益函数，是从参与者策略空间的向量积到该参与者收益集合（一般是实数集，数字表示基数效用或序数效用——在正则形式的表述方式中常常是基数效用）的映射。也就是说，参与者的收益函数把策略组合（所有参与者策略的清单）作为它的输入量，然后输出参与者的收益。

## 一个实例
有种博弈是参与者同时（或至少在做出行动前不观察其他参与者的动作）做出行动，并按照上述已做出行动的组合获得收益。右边的矩阵是这种博弈得正则形式的表述方式。例如，如果甲做出行动“顶”，而乙做出行动“左”，则甲得到收收益4，乙得到收益3。在每个回合，第一个数字代表排参与者（此处为甲）的收益，第二个数字代表列参与者（此处为乙）的收益。

### 其他表述方式
对称博弈（其收益不是依赖于参与者选择的动作）常常被表述为只有一种收益，即竖排参与者的收益。例如，左右两边的收益矩阵表述的是同一个博弈。
|      | 雄鹿 | 野兔 |
| 雄鹿 | 3, 3 | 0, 2 |
| 野兔 | 2, 0 | 2, 2 |

|      | 雄鹿 | 野兔 |
| 雄鹿 | 3    | 0    |
| 野兔 | 2    | 2    |

## 正则形式的使用

### 占优策略
收益矩阵有助于剔除劣势策略，而且经常被用于说明这个概念。例如，在囚徒困境中（右图），参与者会发现因为其他人的背叛，合作成了严格劣势策略。参与者会比较每列的第一个数字，在这个例子中，3>2且1>0。这表明无论横排参与者怎样选择，竖排参与者选择背叛都比较好些。类似地，参与者会比较每列的第二个数字，同样也是3>2且1>0。这说明无论竖排参与者怎么做，横排参与者选择背叛都比较好些。这就证明了此博弈唯一的纳什均衡是（背叛，背叛）。

### 正则形式的连续博弈
这些矩阵只表述同时（或者更一般地，信息是不完美的）做出行动的博弈。上述矩阵不能表述甲先做出行动，被乙观察到，然后乙再做出行动的博弈。因为在这个例子中，无法确定乙每次的策略。为了表述这种连续博弈，我们要列出乙在博弈进行期间所有的行动——尽管根据实际情况，某种行动决不会出现。和前面一样，在这个博弈中乙有两种选择，左和右。与前面不一样的是，视甲的行动不同而定，乙有四种策略。这些策略是：
1. 如果甲选择顶，选择左；否则，选择左
2. 如果甲选择顶，选择左；否则，选择右
3. 如果甲选择顶，选择右；否则，选择左
4. 如果甲选择顶，选择右；否则，选择右

右图是这个博弈的正则形式的表述方式。

## 一般形式
为了用把博弈表述成正则形式，需要提供下列数据：
- 表示参与者的有限集P，标记为{1,2,…,m}
- 每个参与者k在P里拥有有限个纯策略

{\displaystyle S_{k}=\{1,2,\ldots ,n_{k}\}.}
一个纯策略组合是参与者策略的联合，这是一个m元组
{\displaystyle {\vec {\sigma }}=(\sigma _{1},\sigma _{2},\ldots ,\sigma _{m})}
则有
{\displaystyle \sigma _{1}\in S_{1},\sigma _{2}\in S_{2},\ldots ,\sigma _{m}\in S_{m}}
我们用Σ来表示策略组合的集合
收益函数形如
{\displaystyle F:\Sigma \rightarrow \mathbb {R} .}
其预期解释是博弈结束时给予单个参与者的奖品。相应地，为了完整地说明一个博弈，收益函数必须在参与者集 P= {1, 2, ..., m}中对每个参与者详细说明。
定义：一个正则形式的博弈的结构形如
{\displaystyle (P,\mathbf {S} ,\mathbf {F} )}
这里 P = {1,2, ...,m}是参与者集合，
{\displaystyle \mathbf {S} =(S_{1},S_{2},\ldots ,S_{m})}
是纯策略集合的一个m元组，每个纯策略对应于一个参与者，而
{\displaystyle \mathbf {F} =(F_{1},F_{2},\ldots ,F_{m})}
是收益函数的m元组。
没有理由在前面的讨论中，把参与者数量有限或每个参与者的策略有限的博弈排除在外。因为要用到泛函分析的技巧，关于有限博弈的研究非常艰深。